# بيتر ماير (لاعب كرة قدم نرويجي)
بيتر ماير (بالنرويجية البوكمول: Petter Myhre)‏ هو مدرب كرة قدم ولاعب كرة قدم نرويجي في مركز الوسط، ولد في 21 فبراير 1972. لعب مع Ullern IF ‏.

## وصلات خارجية
- بيتر ماير (لاعب كرة قدم نرويجي) على موقع IMDb (الإنجليزية)